# Karel Vaněk (spisovatel)
Karel Vaněk (17. března 1887 Kostelec nad Černými lesy – 18. července 1933 Praha) byl český novinář, fejetonista a spisovatel humoristické literatury. Známý je především svým pokračováním nedopsaného románu Jaroslava Haška Osudy dobrého vojáka Švejka za světové války.

## Život
Karel Vaněk se narodil roku 1887 v Kostelci nad Černými lesy v rodině kolářského mistra Josefa Vaňka jako pátý ze sedmi dětí. V Praze se vyučil obchodním příručím. Poté, co propukla první světová válka, odešel po dvouměsíčním pobytu ve vojenské nemocnici jako příslušník c. k. zeměbraneckého pěšího pluku č. 10 na severovýchodní bojiště, kde se na jaře 1915 dostal do ruského zajetí. Knižně zpracoval své zážitky z první světové války na ruské frontě a ze zajetí. Působil v Rudém právu, v Pražském ilustrovaném zpravodaji, ve Večerním českém slově i v dalších listech. Uveřejněné povídky a fejetony vydával také knižně. Po smrti Jaroslava Haška dopsal na žádost nakladatele Adolfa Synka čtvrtý díl románu Osudy dobrého vojáka Švejka za světové války a pak pokračoval pátým a šestým dílem v líčení Švejkových osudů v ruském zajetí.
Karel Vaněk zemřel roku 1933 v Praze na tuberkulózu.

## Dílo
- Charašó pán, da? (1920), zážitky z let 1914–1919, které Vaněk prožil za první světové války na ruské frontě a v zajetí.
- Osudy dobrého vojáka Švejka v ruském zajetí (1923), dvoudílné pokračování románu Jaroslava Haška. (online)
- Střepiny (1924), drobné humoristické prózy s podtitulem Věci a věcičky z roků 1921–1923.
- Čtvrt kila střepin (1925) s podtitulem Kniha druhá věcí a věciček z let 1924–1925.
- Třetí kniha střepin (1927) s podtitulem Věci a věcičky z let 1925–1926.
- Nůše střepin (1930) s podtitulem Věci a věcičky z let 1927–1929.
- Kráva matky Ungrové a všecko, co se kolem ní zběhlo (1930),
- Poslední střepiny (1934).

## Vaňkovo pokračování románu Osudy dobrého vojáka Švejka
Když měl roku 1923 vyjít čtvrtý díl románu Osudy dobrého vojáka Švejka za světové války s názvem Pokračování slavného výprasku, nepodařilo se jej Jaroslavu Haškovi již dokončit. Nakladatel Adolf Synek proto požádal Karla Vaňka, aby se jako známý humorista pokusil knihu dopsat. Vaněk dokončil čtvrtý díl (zde se snažil ještě psát v Haškově duchu; později vydáno i samostatně pod názvem Švejk v Haliči) a pak pokračoval dílem pátým Švejk v ruském zajetí a šestým Švejk v revoluci, které už se od Haškova pojetí zcela odchýlily. Jak dokončení čtvrtého dílu, tak i díl pátý a šestý vyšly s ilustracemi Josefa Lady, a takto byl román vydáván až do roku 1949. V dalším vydání Švejka (1953) už nakladatelství Naše vojsko Vaňkovo pokračování odmítlo zařadit, se zdůvodněním: „Pokračování ´Osudů dobrého vojáka Švejka za světové války´, které napsal Karel Vaněk, neotiskujeme z toho prostého důvodu, že to není Švejk … Kdo četl i několikrát Haškova Švejka, nemohl se nikdy podruhé prokousat ani deseti stránkami Vaňkova pokračování, plného sprostoty, hulvátství a nenávisti k lidem.“ Všechna další vydání během komunistické éry dodržovala tento přístup, takže Vaňkovy díly byly znovu vydány až v polistopadové době (1991).
Podle Josefa Musila Vaňkovu pokračování chybí Haškova genialita, ve srovnání s jinými válečnými romány však Vaňkovo dílo není zas tak nepodařené dílo. Jde o velice drsné, přímočaré, v podstatě pravdivé vyprávění odehrávající se ve vypjatém prostředí, kdy jsou vojáci mravně otupělí a jejich opravdu vulgární mluva nepřipadá nikomu divná. Mluva Haškových postav je mnohdy stylizovaná, zatímco mluva postav Vaňkových se více blíží válečné skutečnosti. Vaňkův Švejk se snaží jako ostatní v hrozných podmínkách ruského zajetí přežít, o politiku se nezajímá, na řeči politických činovníků nedá a jejich proslovy opovrhuje, nepřipojuje se k legionářskému hnutí, nechce chápat kulturu, myšlení a problémy ruské společnosti, vysmívá se ruskému revolučnímu dění, touží jenom dostat se domů.  Sám Vaněk o osudu zajatců ve svém pokračování píše: Člověk-voják, který padl do zajetí, pohřbil se sám zaživa. Státu, jehož byl příslušníkem, již na něm nezáleželo, protože nebylo již možné poroučet mu zabíjet vojáky státu druhého, a státu, jehož armádě se vzdal, na jeho životě nezáleželo také. Zmizel z fronty, kde ohrožoval, pak, vydrží-li do konce, bylo jeho soukromou věcí.
Vaněk popsal Švejkův život v Rusku do 26. srpna roku 1917, zobrazení jeho osudů za Říjnové revoluce se vyhnul oznámením, že se Švejk v Rusku ztratil. Svůj román následně ukončil poněkud smutným návratem Švejka do Prahy v únoru roku 1920. Revolucí, kterou má Vaněk v názvu druhého dílu své knihy, je myšlena Únorová revoluce, po které následovalo období krátké ruské demokracie v období Prozatímní vlády.